# The Sims 4: Wyspiarskie życie
The Sims 4: Wyspiarskie życie (ang. The Sims 4: Island Living) – siódmy dodatek do gry komputerowej The Sims 4 wydany na platformach Microsoft Windows i macOS. Wprowadza możliwość zostania ekologiem, podróżowania na wyspę i plażę, pływania w oceanie, a także zostania syreną.

## Rozgrywka
Dodatek zawiera nowe otoczenie – archipelag Sulani, który jest wzorowany na Polinezji Francuskiej. Nowym typem parceli jest plaża. Dodatek umożliwia także prowadzenie kariery ekologa oraz kilka nowych aktywności – pływanie w oceanie, opalanie się, nurkowanie z rurką, pływanie motorówką i kajakiem. Nową postacią nadnaturalną w grze jest syrena, którą można się stać spożywając specjalne wodorosty.